# Begonia acidulenta
Espèce
Begonia acidulenta est une espèce de plantes de la famille des Begoniaceae. Ce bégonia à port de bambou est originaire du Sarawak (Malaisie), sur l'île de Bornéo, en Asie tropicale. 

## Description
C'est un bégonia dont les tiges dressées évoquent celles du bambou qui est très proche de Begonia jamilahanuana qui présente aussi des inflorescences ramifiées, portant des fleurs mâles ou femelles, et des feuilles tachetées. B. acidulenta s'en distingue principalement par ses feuilles plus grandes (14-22 cm par 10,5-17 cm), qui perdent leurs points en vieillissant,  dotées d'un pétiole de 4,3 à 8,5 cm. Chez cette espèce les fleurs mâles comptent quatre tépales au lieu de deux seulement chez B. jamilahanuana. Le fruit est une capsule ailée.

## Répartition géographique
Cette espèce est originaire du Sarawak (Bornéo, Malaisie).

## Classification
Begonia acidulenta fait partie de la section Petermannia du genre Begonia, famille des Begoniaceae.
L'espèce a été décrite en 2016 par les botanistes Sang Julia et Ruth Kiew.
Publication originale : (en) Julia Sang, Ruth Kiew, Begonia (Begoniaceae) from Batang Ai National Park and vicinity, Sarawak, Borneo, including six new species dans Phytotaxa, [S.l.], v. 252, n° 1, pages 17–30, mars 2016 